# Jacob Lohmann
Pour les articles homonymes, voir Lohmann.
Jacob Lohmann, né le 4 février 1974 à Odense, est un acteur danois.

## Biographie
Jacob Lohmann naît à Odense en 1974 et est fils de l'acteur Lars Lohmann.
Il est diplômé de l'école d'art dramatique du théâtre d'Aarhus en 2002. Il est affilié au Théâtre d'Aalborg jusqu'en 2004, où il a tenu des rôles dans Le Marchand de Venise, Le Roi Lear et Jésus Christ Superstar. En 2004, il a joué dans Macbeth au Mungo Park (da) à Allerød et également dans Ronya, fille de brigand (Ronja Røverdatter) au Folketeatret de Copenhague.

## Filmographie

### Cinéma
- 2003 : Se til venstre, der er en Svensker d Natasha Arthy : l'homme au chien
- 2003 : 2 ryk og en aflevering (da) d'Aage Rais-Nordentoft : le contremaître
- 2005 : Homicide (Drabet) de Per Fly : l'assistant politique
- 2006 : Soap (En soap) de Pernille Fischer Christensen : l'homme 1
- 2006 : Fidibus de Hella Joof : Tue
- 2007 : Hvid nat de Jannik Johansen : Allan Michael Nielsen
- 2008 : La Candidate (Kanditaten) de Kasper Barfoed : le témoin
- 2009 : Flugten de Kathrine Windfeld : le policier
- 2012 : Royal Affair (En kongelig affære) de Nikolaj Arcel : l'officier de Juliane
- 2013 : I lossens time de Søren Kragh-Jacobsen : Torben, le gardien
- 2014 : Klumpfisken de Soren Balle : Carsten
- 2014 : Kartellet (da) de Charlotte Sachs Bostrup : Jorgen Persson
- 2014 : Kapgang de Niels Arden Oplev : Rolf
- 2015 : Eté 1992 (Sommeren '92) de Kasper Barfoed : Arnesen
- 2016 : Les Enquetes du département V : délivrance (Flaskepost fra P) de Hans Petter Moland : Elias
- 2017 : Darkland (Underverden) de Fenar Ahmad : Torben
- 2017 : Dan-Dream de Jesper Rofelt : Tjener Bjorn
- 2017 : 3 ting (da) de Jens Dahl : Sander
- 2018 : The Guilty (Den skyldige) de Gustav Möller : Bo
- 2018 : Den tid pa aret de Paprika Steen : Mads
- 2019 : De frivillige de Frederikke Aspöck : Markus Fons
- 2019 : Domino : La Guerre silencieuse (Domino) de Brian De Palma : un policier
- 2019 : Valhalla de Fenar Ahmad : Tyr
- 2019 : Les Traducteurs de Régis Roinsard : le mari d'Héléne
- 2020 : Shorta de Anders Ølholm et Frederik Louis Hviid : Mike Andersen
- 2020 : Riders of Justice (Retfeardighdens ryttere) d'Anders Thomas Jensen :  Kenneth
- 2022 : Godland de Hlynur Palmason : Carl
- 2022 : Père & mère (Faedre & Modre) de Paprika Steen : Ulrik
- 2024 : Sons (Vogter) de Gustav Möller : Le prêtre

### Télévision
- 2002 : Perker (da) (téléfilm) de Dennis Petersen :
- 2008 : Anna Pihl (da) (série télévisée) : Mik
- 2009-2010 : Blekingegade (mini série télévisée) : Torkild Lauesen
- 2009-2012 : The Killing (Forbrydelsen) (série télévisée) : Dyrhing
- 2013 : Dicte (série télévisée) : Theis Svensson
- 2017 : Gidseltagningen (série télévisée) : Jonas
- 2017 : Norskov, dans le secret des glaces (Norskov) (série télévisée) : Casper « Bondy » Bondensen
- 2018-2019 : The Rain (série télévisée) : Thomas
- 2019 : Les Initiés (Bedrag) (série télévisée) : Soren
- 2020 : Quand revient le calme (Når støvet har lagt sig) (série télévisée) : Morten Dalsgard
- 2021 : Overleverne (série télévisée) : Steen
- 2023: Le tueur de l’ombre (série télévisée, saison 3) Jon Simonsen